# Дженніфер Лінч
Дженніфер Чемберс Лінч (англ. Jennifer Chambers Lynch; нар. 7 квітня 1968, Філадельфія, Пенсільванія) — американська режисерка, сценарист та письменниця, найбільш відома за фільмом «Гелена в ящику» (1993) та романом «Таємний щоденник Лори Палмер» (1990). Донька Девіда Лінча.

## Життєпис
Народилася 7 квітня 1968 року у Філадельфії в родині режисера Девіда Лінча (1946—2025) і художниці Пеггі Ріві (нар. 1947). У віці трьох років разом з матір'ю знялася в дебютній стрічці свого батька «Голова-гумка» (1977), але кадри з нею випали при монтажі. Коли їй було шість років, батьки розлучилися. Освіту отримала в Лос-Анджелесі та Мічигані, — у престижній Академії мистецтв в Інтерлокені (Interlochen Arts Academy). Пізніше працювала як асистент на зйомках батькового фільму «Синій оксамит» (1986). У 22-річному віці написала роман «Таємний щоденник Лори Палмер», який супроводжував всесвітньовідомий серіал її батька «Твін Пікс» (1990—1991). Роман зазнав комерційного успіху і посів четверте місце у списку бестселерів Нью-Йорк Таймс 1990 року. Тоді ж вона виступила сценаристом одного з епізодів серіалу «П'ятниця, 13-те».
Її оригінальний кіносценарій «Гелена в ящику» зацікавив багатьох акторок, в тому числі Мадонну і Кім Бейсінгер, але врешті на головну роль було затверджено Шерілін Фенн. Прем'єра відбулася на кінофестивалі Санденс 1993 року, де фільм номінувався на Великий приз журі (драма). В основному ж стрічка отримала негативні відгуки і була відмічена антипремією Золота малина за найгіршу режисуру (1994). Тоді ж Лінч народила дочку Сідні Роу Лінч та покинула режисуру.
Повернення відбулося 2008 року зі стрічкою «Спостереження» з Біллом Пуллманом та Джулією Ормонд у головних ролях, представлену на Каннському кінофестивалі, та «Нагін: жінка-змія» — фільмом 2009 року, головну роль в якому виконала зірка Боллівуда Маліка Шерават. За перший з них Лінч отримала головний приз на кінофестивалі у Сітжесі (Іспанія), та стала першою жінкою, яка отримала премію Найкращому режисерові на Нью-йоркському фестивалі фільмів жаху (New York City Horror Film Festival). 2012 року вийшов її фільм «На ланцюгу», головні ролі в якому зіграли Вінсент Д'Онофріо, Джулія Ормонд та Еймон Феррен. Після цього Лінч багато працювала як режисер телебачення, в тому числі у таких відомих телесеріалах як «Американська історія жаху», «Вовченя», «Ходячі мерці», «Джессіка Джонс», «Квантико», «Вейворд Пайнс», «Останній корабель», «Якось у казці», «Гаваї 5.0», «Салем», «Елементарно», «Агенти Щ.И.Т.», «Шибайголова», «9-1-1» та інших.

## Фільмографія

### Фільми
- 1993 — Гелена в ящику (англ. Boxing Helena), за власним сценарієм.
- 2008 — Спостереження (англ. Surveillance), за власним сценарієм.
- 2009 — Нагін: жінка-змія (англ. Hisss), за власним сценарієм.
- 2012 — На ланцюгу (англ. Chained), за власним сценарієм.

### Телесеріали
- 2012—2013 — Ясновидець (англ. Psych), 3 епізоди.
- 2013 — Неприємності з Біллі	(англ. The Trouble with Billy), 1 епізод.
- 2013 — Сховище 13 (англ. Warehouse 13),	1 епізод.
- 2014—2016 — Вовченя (англ. Teen Wolf), 4 епізоди.
- 2014—2015 — У пошуках Картера (англ. Finding Carter), 5 епізодів.
- 2015 — Ходячі мерці (англ. The Walking Dead),	2 епізоди.
- 2015—2017 —	Квантико (англ. Quantico),	5 епізодів.
- 2015 — На південь від пекла (англ. South of Hell), 2 епізоди.
- 2016 — Другий шанс (англ. Second Chance), 1 епізод.
- 2016 — Шлях до одужання (англ. Recovery Road), 1 епізод.
- 2016 — Демієн (англ. Damien), 1 епізод.
- 2016 — Вейнворд Пайнс (англ. Wayward Pines), 1 епізод.
- 2016 — Останній корабель (англ. The Last Ship), 1 епізод.
- 2016 — Якось у казці (англ. Once Upon a Time), 1 епізод.
- 2016—2022 — Американська історія жаху (англ. American Horror Story), 6 епізодів.
- 2016—2018 — Гаваї 5.0 (англ. Hawaii Five-O), 2 епізоди.
- 2017 — Салем (англ. Salem), 1 епізод.
- 2017 — Мислити як злочинець: За кордоном (англ. Criminal Minds: Beyond Borders), 1 епізод.
- 2017 — Порятунок (англ. Salvation), 1 епізод.
- 2017 — Зоо-апркаліпсис (англ. Zoo), 1 епізод.
- 2017 — Штам (англ. The Strain), 1 епізод.
- 2017—2018 — Елементарно (англ. Elementary), 1 епізод.
- 2018 — Кевін врятує світ. Якщо вдасться (англ. Kevin (Probably) Saves the World), 1 епізод.
- 2018 — Джессіка Джонс (англ. Jessica Jones), 1 епізод.
- 2018 — Агенти Щ.И.Т. (англ. Agents of S.H.I.E.L.D.), 1 епізод.
- 2018 — Реанімація (англ. Code Black), 1 епізод.
- 2018 — Шибайголова (англ. Daredevil), 1 епізод.
- 2018–2020 — 9-1-1 (англ. 9-1-1), 5 епізодів.
- 2020 — 9-1-1: Самотня зірка (англ. 9-1-1: Lone Star), 1 епізод.
- 2020 — Сестра Ретчед (англ. Ratched), 1 епізод.
- 2020 — Безмежне небо (англ. Big Sky), 2 епізоди.
- 2021—2023 — Пліткарка	(англ. Gossip Girl), 4 епізоди.
- 2022 — Монстри (англ. Monster): Дамер – Чудовисько: Історія Джеффрі Дамера (англ. Dahmer — Monster: The Jeffrey Dahmer Story), 4 епізоди.
- 2022 — Наглядач (англ. The Watcher),	2 епізоди.
- 2024 — Ворожнеча 2: Капоте проти Лебедів (англ. Feud: Capote vs. The Swans), 1 епізод.
- 2024 — Американська історія спорту (англ. American Sports Story), 1 епізод.
- 2025 — Метлок (англ. Matlock), 1 епізод.
- 2025 — Новобранець (англ. The Rookie), 1 епізод.
- 2025 — Ватсон (англ. Watson), 1 епізод.
- 2025 — Доктор Одіссей (англ. Doctor Odyssey), 1 епізод.